# Jochum van der Woude
 (février 2019).
Si vous disposez d'ouvrages ou d'articles de référence ou si vous connaissez des sites web de qualité traitant du thème abordé ici, merci de compléter l'article en donnant les références utiles à sa vérifiabilité et en les liant à la section « Notes et références ».
 Jochum van der Woude, né le 16 mai 1994 à Leeuwarden,, est un acteur néerlandais.

## Filmographie

### Cinéma et téléfilms
- 2011 : Conquest : Jan Fransz
- 2011-2012 : Flikken Maastricht : Melle
- 2012 : Hoe overleef ik? (nl) : Neuz
- 2012 : Naar het Einde van de Straat : Le prince Post
- 2012 : Ruben : Kees
- 2012 : Quantum Zeno : Melle Berends
- 2013 : A Soundless Love : Chris
- 2013 : Spangas : Eddie
- 2013 : Levenslied (nl) : L'ami de Nico
- 2013 : Feuten (nl) : Jeroen Beeksma
- 2013 : Op Slot : Felix
- 2013 : Feuten: Het Feestje (nl) : Jeroen Beeksma
- 2013 : Van God los (nl) : Kevin Kuipers
- 2014 : Los : Stefan
- 2014 : De Droomtrein : Le rêveur dans le train n°1
- 2014 : Jag är Polisen : Lasse Kristensen
- 2014 : De verloren zoon (nl) : Ronnie
- 2014 : Suspicious Minds : Frank-Bas
- 2015 : Wildflowers : Gouke
- 2016 : Hoe het zo kwam dat de ramenlapper hoogtevrees kreeg (nl) : Le garçon en collision
- 2016 : Dokter Tinus : Arent-Jan Dooieweerd